# جوش إليوت
جوش إليوت (بالإنجليزية: Josh Elliott)‏ هو مذيع أخبار ومعلق رياضي أمريكي، ولد في 6 يوليو 1971 في لوس أنجلوس في الولايات المتحدة.

## وصلات خارجية
- جوش إليوت على موقع إن إن دي بي (الإنجليزية)